# ロック魂 (AC/DCのアルバム)
『ロック魂』（原題：Let There Be Rock）は、AC/DCが1977年に発表したアルバム。

## 解説
オーストラリア盤オリジナルLPは「クラブソディー・イン・ブルー」を含む8曲入りの内容で、ジャケットはギターのネックの写真だが、インターナショナル盤では「クラブソディー・イン・ブルー」の代わりに「素敵な問題児」が収録されて、ジャケットも変更された。本作から外された「クラブソディー・ブルー」は、2009年発売のボックス・セット『Backtracks』に収録された。
AC/DCは、本作でイギリスやアメリカでもチャート・インを果たし、全英17位・全米154位に達した。
収録曲「ホール・ロッタ・ロジー」は、「AC/DCのレパートリーの中でも特に愛されている楽曲の一つ」と評されており、1980年代初期、『ケラング!』誌の読者投票による「オールタイム・フェイヴァリット・ヘヴィ・メタル・ソング」でトップに達した。
本作は、マーク・エヴァンス在籍時としては最後のアルバムで、バンドはクリフ・ウィリアムズを後任に迎える。

## 収録曲
全曲ともアンガス・ヤング、マルコム・ヤング、ボン・スコットの共作。

### オーストラリア盤
1. "Go Down" - 5:17
2. "Dog Eat Dog" - 3:30
3. "Let There Be Rock" - 6:02
4. "Bad Boy Boogie" - 4:18
5. "Overdose" - 5:47
6. "Crabsody in Blue" - 4:39
7. "Hell Ain't a Bad Place to Be" - 4:12
8. "Whole Lotta Rosie" - 5:25

### インターナショナル盤
ランニング・タイムはCDに基づく。
1. ゴー・ダウン - "Go Down" - 5:31
2. 仲間喧嘩はやめようぜ - "Dog Eat Dog" - 3:35
3. ロック魂 - "Let There Be Rock" - 6:06
4. バッド・ボーイ・ブギー - "Bad Boy Boogie" - 4:27
5. 素敵な問題児 - "Problem Child" - 5:25
6. オーヴァードウズ - "Overdose" - 6:09
7. 地獄は楽しい所だぜ - "Hell Ain't a Bad Place to Be" - 4:14
8. ホール・ロッタ・ロジー - "Whole Lotta Rosie" - 5:33

## サウンドトラックでの使用例
- アメリカ映画『デトロイト・ロック・シティ』（1999年）で、本作より「素敵な問題児」と「ホール・ロッタ・ロジー」が使用された[5]。

## カヴァー
- ロック魂
  - オンスロート - 『In Search of Sanity』（1989年）に収録[6]。
- バッド・ボーイ・ブギー
  - マーク・コゼレック - ミニ・アルバム『Rock 'N' Roll Singer』（2000年）に収録[7]。
- ホール・ロッタ・ロジー
  - ガンズ・アンド・ローゼズ - 日本企画のライヴEP『Live from the Jangle』（1988年／廃盤）に、ライヴ演奏を収録。
  - W.A.S.P. - 『Still Not Black Enough』（1995年／アメリカ盤は1996年）のアメリカ初回盤ボーナス・トラックとして収録[8]。
  - 奥田民生 - AC/DCオムニバスカバーアルバム『THUNDER TRACKS』（2008年）に収録。

## 参加ミュージシャン
- ボン・スコット - ボーカル
- アンガス・ヤング - リードギター
- マルコム・ヤング - リズムギター、バッキング・ボーカル
- マーク・エヴァンス - ベース、バッキング・ボーカル
- フィル・ラッド - ドラムス、パーカッション